# Fahrenheit (profumo)
Fahrenheit è un profumo prodotto dalla casa di moda Christian Dior.

## Storia
Provvisto di una confezione incentrata sui colori rosso e oro, Fahrenheit viene lanciato sul mercato nel 1988. Nel 1990 ottiene il FiFi Award come "miglior confezione di un profumo maschile" ed è attualmente fra i dieci profumi da uomo più venduti al mondo.
Fahrenheit nel corso degli anni è diventato il nome di una serie di prodotti per uomo, che vanno dal deodorante, al dopobarba al gel da barba. Nel 2007 è stato lanciato sul mercato Fahrenheit 32 di tipo orientale - Boisé. Il 32 del nome è un riferimento alla temperatura a cui l'acqua diventa ghiaccio. Ad occuparsi della produzione di Fahrenheit 32 è stato Hedi Slimane, direttore artistico di Dior, che si è anche occupato della regia degli spot televisivi del profumo, che vedono protagonista il modello francese Armaud Valois.